# Morgan James
Morgan James (24 de noviembre de 1981) es una cantante, compositora y actriz estadounidense. Ha aparecido en numerosos espectáculos de Broadway, incluyendo Motown: The Musical, Godspell, y The Addams Family. Su primer álbum de estudio, Hunter, fue lanzado por Epic Records en noviembre de 2014.
James es también conocida por sus numerosas colaboraciones con el colectivo de Jazz Postmodern Jukebox.

## Primeros años y educación
James nació como Morgan Grunerud  en Boise, Idaho , hija de educadores y actores Allen Grunerud y Shellie Harwood. La familia se mudó con frecuencia cuando James era una niña, al pasar de Idaho a Utah , Tennessee , y finalmente, Modesto , California, donde pasó sus años de escuela secundaria. James fue inspirada por sus padres para entrar en las artes escénicas, y se unió a un coro en la escuela. Su abuela también le compró una máquina de karaoke y estuvo de acuerdo en pagar por las clases de canto hasta que James fue a la universidad. 
James asistió a la escuela secundaria a Peter Johansen High School en Modesto. Se graduó en 1999 y fue aceptada rápidamente a The Juilliard School en Nueva York a los 18 años. Allí estudió ópera y, finalmente, obtuvo su Licenciatura en Música Vocal en 2003. En la universidad, James también tomó una clase magistral dirigida por la veterana de Broadway Barbara Cook . 

## Carrera
Después de la universidad, James inicialmente luchó para encontrar trabajo. No hizo su debut de Broadway hasta 2010 en la producción musical The Addams Family, protagonizando por Nathan Lane y Bebe Neuwirth. En 2011, James apareció en Wonderland de Frank Wildhorn y el resurgimiento de Broadway de Godspell. James sprained se lesionó el tobillo en un ensayo para Godspell en octubre de 2011 y era incapaz de actuar durante preestrenos.  Se Recuperó y, por noviembre de 2011, actuaba en el musical en el Círculo en el Teatro Cuadrado. En 2013, James actuó en la función de Teena Marie en Motown: El Musical. Se quedó con el reparto hasta que diciembre de 2013, lo dejó para perseguir una visita de rendimiento vocal.
Durante su tiempo en Broadway, ella también brillo como solista, con una banda de respaldo a menudo compuesta de Chris Fenwick, Mate Fieldes, Damien Bassman, entre otros. Ha cantado en numerosos clubes de Nueva York, incluyendo (Le) Poisson Colorete, 54 Below, Rockwood Music Hall,  y Birdland. Su primer álbum solista, Morgan James Live: Una Celebración de Nina Simone, fue grabado en club de jazz de la Nueva York, Dizzy, y es una colección de covers de Nina Simone. Fue lanzado vía Epic Records en diciembre de 2012.
Su segundo álbum como solista (y primer álbum de estudio), Hunter, fue grabado en 2014 y lanzado por Epic Records en junio de 2014. El álbum, de 11 pistas, fue producido por Doug Wamble y su primer álbum completamente solista.
Desde 2014, James colabora con Postmodern Jukebox, grabando varios covers en su canal de YouTube.
En 2018, Morgan James lanzó The White Album , su propia interpretación del álbum de The Beatles, con motivo de su 50 aniversario.
En 2020, James, junto a leyendas de Broadway Cynthia Erivo, Orfeh , Shoshana Bean y Ledisi, se presentó en el Parlamento Europeo por mujeres, Ella ha resucitado, que abarca canciones de Andrew Lloyd Webber 's Jesucristo Superstar.

## Discografía

### Álbumes
| Título                                            | Detalles de álbum                                                              |
| ------------------------------------------------- | ------------------------------------------------------------------------------ |
| Azul                                              | - Liberado: 16 de diciembre de 2016 (EE. UU.) - Etiqueta: Certificado Morganic |
| Hunter                                            | - Liberado: 4 de noviembre de 2014 (EE. UU.) - Etiqueta: Épica                 |
| Morgan James Vive: Una Celebración de Nina Simone | - Liberado: 4 de diciembre de 2012 (EE. UU.) - Etiqueta: Épica                 |